# Chiesa di San Benedetto (Cagliari)
La chiesa di San Benedetto è un edificio religioso della città di Cagliari.
Si trova nel centralissimo quartiere di San Benedetto, nella zona est della città, che prende il nome proprio da questa chiesa e che si sviluppò a partire dalla prima metà del XX secolo, dall'espansione del quartiere storico di Villanova.
La chiesa sorge lungo un'importante arteria cittadina, la via San Benedetto, ma l'ingresso principale si trova su una traversa, la via Verdi.

## Storia
Il tempio e l'attiguo convento vennero fondati nel 1643, per volere del nobile di origine genovese  don Benedetto Nater che, in segno di devozione a san Francesco, volle donarli ai frati cappuccini.
La chiesa venne intitolata a san Benedetto da Norcia, santo di cui il Nater portava il nome.
Il convento ospitò i novizi dei cappuccini; tra questi, nel 1721, anche Vincenzo Peis, il futuro sant'Ignazio da Laconi.
Il convento venne chiuso nel 1855, in seguito alla legge di soppressione degli ordini religiosi; utilizzati per gli impieghi più disparati, chiesa e convento caddero presto in rovina.
Nel 1923 il sacerdote mons. Virgilio Angioni ottenne dal comune di Cagliari l'autorizzazione di rimettere in sesto e utilizzare il complesso di San Benedetto, come sede dell'Opera del Buon Pastore, un'istituzione caritatevole da lui fondata.
Intanto cominciavano a essere edificati nell'area intorno alla chiesa, fino ad allora in aperta campagna, i primi palazzi di quello che sarebbe diventato uno dei più importanti quartieri della città moderna.
Nel 1933 San Benedetto divenne parrocchia succursale della collegiata di San Giacomo a Villanova e, nel 1946, prima chiesa parrocchiale della neo parrocchia di San Benedetto.
Era una sede provvisoria, date le modeste dimensioni dell'edificio e il numero sempre in crescita degli abitanti del nuovo quartiere; infatti, nel 1957 si inaugurò la nuova parrocchiale, la chiesa di Santa Lucia.
La chiesa è tuttora aperta al culto, officiata dai padri gesuiti; il convento è abitato dalle suore del Buon Pastore.

## Architettura e opere d'arte
La chiesa di San Benedetto si presenta con il prospetto principale, caratterizzato dal portale in stile gotico, sovrastato da due piccoli oculi. La facciata è chiusa da terminale piatto con merlatura, soluzione quest'ultima, tipica di molte chiese in stile gotico catalano della città metropolitana di Cagliari, come le parrocchiali di Sestu e Assemini
L'interno, come l'esterno, è semplice, a una navata voltata a botte, con due cappelle sul lato destro; nella prima cappella è un altare marmoreo, sotto il quale si trova una scultura lignea del Cristo morto, del XVII secolo.
Dietro il presbiterio, nell'antico coro dei frati, oggi cappella privata delle suore, si trova una pala raffigurante la Crocifissione, del XVII secolo, opera del pittore Pantaleo Calvi.
Vi si trova inoltre la tomba del venerabile monsignor Angioni, meta della devozione dei fedeli.

## Curiosità
- Il sacerdote quartese monsignor Virgilio Angioni (1878 - 1947) fu anche modesto pittore: nella chiesa di San Benedetto sono sue due opere nella cappella privata delle Suore del Buon Pastore, ovvero quella raffigurante il Buon Pastore e l'altra raffigurante il Crocifisso.
Inoltre dipinse una buona copia del trittico, conservato nel tesoro della Cattedrale, attribuito al fiammingo Rogier van der Weyden, collocata nella cappella della Sacra Spina al posto dell'originale, esposto in Duomo solo nell'occasione del 15 agosto.
- Nel convento, una volta noviziato dei cappuccini, si può ancora visitare la piccola cella, trasformata in cappella, in cui visse Fra Ignazio; adiacente si trova una scala di collegamento con i piani superiori. Nel primo pianerottolo, dentro una nicchia, vi è una piccola statua della Madonna, detta della Consolazione, copia dell'originale in alabastro oggi conservata nel Santuario di Sant'Ignazio.
Come vuole la leggenda, tale statua avrebbe parlato a Fra Ignazio, dopo che questi l'ebbe invocata per ricevere aiuto nel portare una pesante brocca d'acqua lungo la scala, essendo il frate di costituzione debole. La Madonna, tramite la statua, avrebbe risposto, pronunciando parole di conforto. La lapide posta a ricordo dell'evento recita: